# Carl Robert Croll

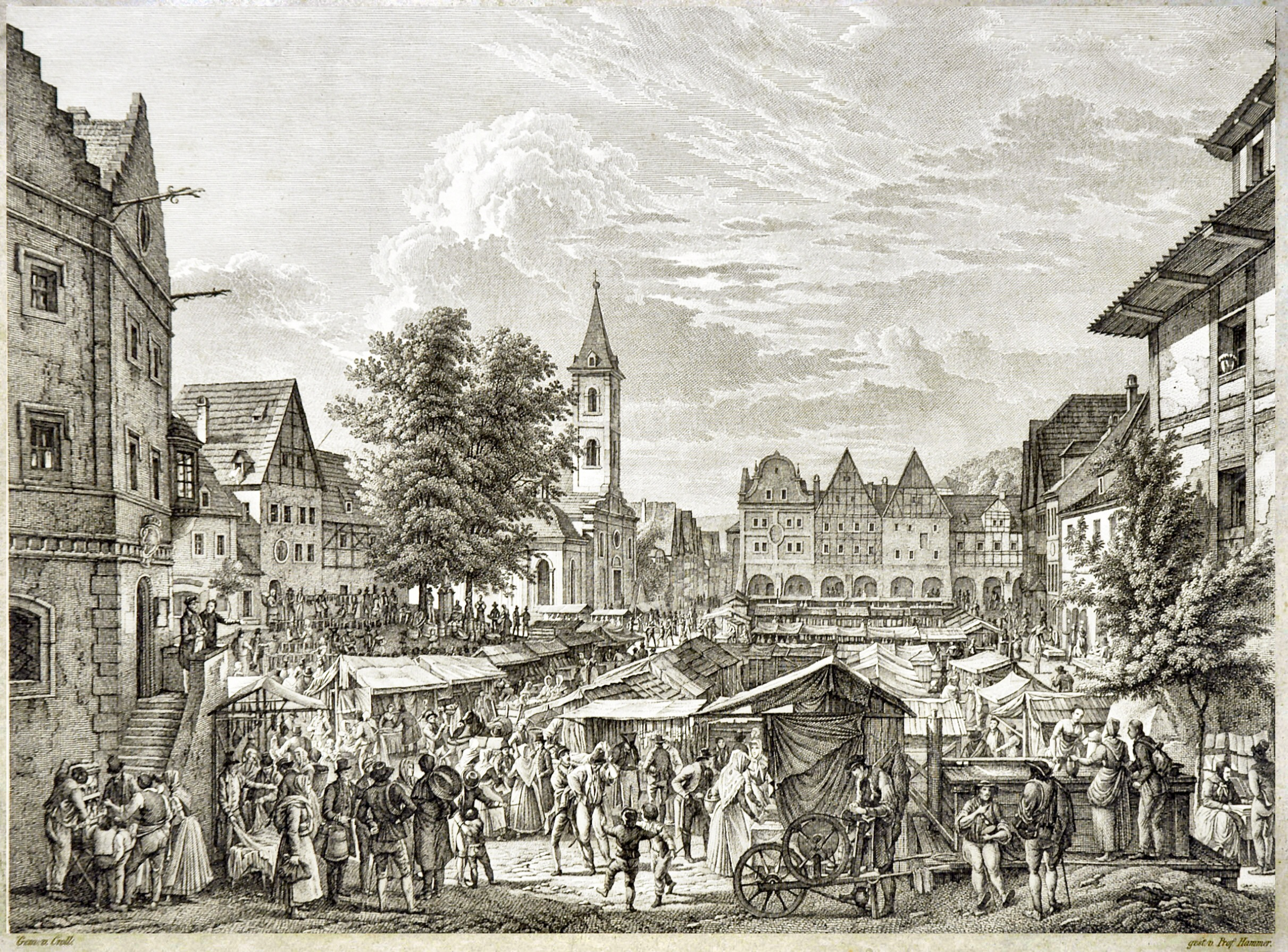
Carl Robert Croll‚
Jahrmarkt in einem böhmischen Bergstädtchen

Carl Robert Croll (* 21. November 1800 in Kaditz bei Dresden, Sachsen; † 3. November 1863 in Prag, Böhmen) war ein deutscher Landschaftsmaler.

## Leben
Carl Robert Croll lernte die Malerei ebenso wie sein Bruder Georg Heinrich Crola an der Dresdner Akademie bei Johan Christian Clausen Dahl und Caspar David Friedrich.
Ab 1824 wohnte und arbeitete er im böhmischen Teplitz, fuhr aber häufig an die Malerschule nach Meißen, um bei dem inzwischen dort als Lehrer tätigen Ludwig Richter seine Fertigkeiten zu verbessern.
1825 förderte der an sich nicht sehr kunstfreudige preußische König Friedrich Wilhelm III. Croll mit einem Auftrag zu einem böhmischen Bilderzyklus, der mit einem großzügigen Honorar verbunden war. Dies ebnete für Croll auch den Weg zur Aufnahme in den Sächsischen Kunstverein.
1844 siedelte Croll nach Prag über, wo er im November 1863 verstarb.

## Werk
Carl Robert Croll malte insbesondere romantische Landschaften und Stadtansichten in Sachsen, Bayern und vor allem in Nordböhmen. Diese mit hoher Detailtreue geschaffenen Werke sind heute von unschätzbarem Wert vor allem für die Denkmalpfleger in Tschechien.
Gemälde und Kupferstiche Crolls befinden sich in der Galerie Neue Meister der Staatlichen Kunstsammlungen Dresden sowie in verschiedenen Museen in Tschechien.